# معبد بن هلال
معبد بن هلال العنزي، تابعي، وراوي حديث نبوي، من أهل البصرة.

## روايته للحديث النبوي
- روى عن: أنس بن مالك، والحسن البصري، وعقبة بن عامر الجهني ونفيع أَبِي داود الأعمى وعن رجل من أهل الشام، عَنْ عوف بن مالك الأشجعي.
- روى عنه: حماد بن زيد، وحماد بن سلمة، وسَعِيد بن إياس الجريري وسعيد بن عبد العزيز التنوخي وسليمان بن طرخان التيمي، وعبد الرحمن بْن يزيد بْن جابر الدمشقي وقتادة بن دعامة وهو من أقرانه وأبو جندل لبيد بن حيان النميري البَصْرِيّ ومعتمر بن سليمان.[1]
- الجرح والتعديل: وثّقه يحيى بن معين، وقال: «مشهور»، ذكره ابن حبان في كتاب الثقات، روى له الْبُخَارِيّ ومسلم بن الحجاج والنسائي.[1]